# Fußball-Club Bayern München 2019-2020 (femminile)
Questa voce raccoglie le informazioni riguardanti la sezione di calcio femminile del Fußball-Club Bayern München nelle competizioni ufficiali della stagione 2019-2020.

## Maglie e sponsor
Le tenute di gioco sono le stesse utilizzate dal Bayern Monaco maschile.
| Casa | Trasferta | Terza maglia | 120 anni |  |

## Rosa
Rosa, ruoli e numeri di maglia tratti dal sito ufficiale, aggiornati al 21 agosto 2020.
| N. |                          | Ruolo | Calciatrice          |
| -- | ------------------------ | ----- | -------------------- |
| 1  | Germania (bandiera)      | P     | Laura Benkarth       |
| 2  | Germania (bandiera)      | D     | Laura Donhauser      |
| 3  | Germania (bandiera)      | D     | Simone Boye Sørensen |
| 4  | Germania (bandiera)      | D     | Kristin Demann       |
| 5  | Nuova Zelanda (bandiera) | D     | Ali Riley            |
| 6  | Paesi Bassi (bandiera)   | C     | Lineth Beerensteyn   |
| 7  | Germania (bandiera)      | C     | Giulia Gwinn         |
| 8  | Germania (bandiera)      | C     | Melanie Leupolz      |
| 9  | Serbia (bandiera)        | A     | Jovana Damnjanović   |
| 10 | Germania (bandiera)      | C     | Linda Dallmann       |
| 12 | Germania (bandiera)      | C     | Sydney Lohmann       |
| 14 | Svezia (bandiera)        | D     | Amanda Ilestedt      |
| 16 | Germania (bandiera)      | C     | Lina Magull          |

| N. |                       | Ruolo | Calciatrice          |
| -- | --------------------- | ----- | -------------------- |
| 17 | Germania (bandiera)   | D     | Kathrin Hendrich     |
| 18 | Francia (bandiera)    | A     | Viviane Asseyi       |
| 18 | Slovacchia (bandiera) | C     | Dominika Škorvánková |
| 19 | Austria (bandiera)    | D     | Carina Wenninger     |
| 21 | Germania (bandiera)   | D     | Simone Laudehr       |
| 22 | Germania (bandiera)   | P     | Maria Luisa Grohs    |
| 22 | Germania (bandiera)   | D     | Verena Schweers      |
| 23 | Germania (bandiera)   | A     | Mandy Islacker       |
| 25 | Austria (bandiera)    | C     | Sarah Zadrazil       |
| 27 | Germania (bandiera)   | A     | Gia Corley           |
| 30 | Germania (bandiera)   | D     | Carolin Simon        |
| 33 | Germania (bandiera)   | P     | Carina Schlüter      |
| 37 | Germania (bandiera)   | C     | Kristin Kögel        |

## Calciomercato

### Sessione estiva
| Acquisti | Acquisti        | Acquisti          | Acquisti |
| R.       | Nome            | da                | Modalità |
| -------- | --------------- | ----------------- | -------- |
| P        | Carina Schlüter | Sand              |          |
| D        | Amanda Ilestedt | Turbine Potsdam   |          |
| D        | Carolin Simon   | Olympique Lione   |          |
| C        | Linda Dallmann  | SGS Essen         |          |
| C        | Giulia Gwinn    | Friburgo          |          |
| A        | Emily Gielnik   | Melbourne Victory |          |

| Cessioni | Cessioni        | Cessioni        | Cessioni |
| R.       | Nome            | a               | Modalità |
| -------- | --------------- | --------------- | -------- |
| D        | Leonie Maier    | Arsenal         |          |
| C        | Sara Däbritz    | PSV             |          |
| C        | Anna Gerhardt   | Turbine Potsdam |          |
| A        | Fridolina Rolfö | Wolfsburg       |          |
| A        | Lucie Voňková   | Ajax            |          |

### Sessione invernale
| Acquisti | Acquisti | Acquisti | Acquisti |
| R.       | Nome     | da       | Modalità |
| -------- | -------- | -------- | -------- |
|          |          |          |          |

| Cessioni | Cessioni  | Cessioni      | Cessioni |
| R.       | Nome      | a             | Modalità |
| -------- | --------- | ------------- | -------- |
| D        | Ali Riley | Orlando Pride |          |

## Risultati

### Frauen-Bundesliga

#### Girone di andata
| Arbitro: | Biehl (Siesbach) |

|           |           |                                   |
| Minge 37’ | Marcatori | 18’ Damnjanović 48’, 54’ Dallmann |

| Arbitro: | Hussein (Bad Harzburg) |

|                                        |           |  |
| Beerensteyn 30’, 59’ Mauron 64’ (aut.) | Marcatori |  |

| Arbitro: | Westerhoff (Bochum) |

|              |           |                         |
| Hendrich 41’ | Marcatori | 32’ Csiszár 43’ Nikolić |

| Arbitro: | Biehl (Siesbach) |

|  |           |                                                           |
|  | Marcatori | 12’ Dallmann 60’, 89’ Islacker 67’ Damnjanović 86’ Rolser |

| Arbitro: | Heimann (Gladbeck) |

|                                                   |           |  |
| Magull 41’ Laudehr 60’ Damnjanović 66’ Rolser 84’ | Marcatori |  |

| Arbitro: | Derlin (Bad Schwartau) |

|                  |           |  |
| Riley 22’ (aut.) | Marcatori |  |

| Arbitro: | Westerhoff (Bochum) |

|                                                 |           |                  |
| Laudehr 25’ Dallmann 26’ Damnjanović 44’ (rig.) | Marcatori | 47’ (aut.) Simon |

| Arbitro: | Weigelt (Lipsia) |

|  |           |                                |
|  | Marcatori | 13’, 22’ Simon 47’ Beerensteyn |

| Arbitro: | Schwermer (Rieder) |

|                                                               |           |                     |
| Damnjanović 5’, 64’ Leupolz 16’, 68’ (rig.) Magull 40’ (rig.) | Marcatori | 10’ Kohr 25’ Horvat |

| Arbitro: | Wacker (Marbach am Neckar) |

|         |           |              |
| Popp 4’ | Marcatori | 77’ Islacker |

| Arbitro: | Kunkel (Amburgo) |

|                      |           |  |
| Beerensteyn 54’, 61’ | Marcatori |  |

#### Girone di ritorno
| Arbitro: | Wacker (Marbach am Neckar) |

|                                    |           |  |
| Kirchberger 3’ (aut.) Ilestedt 81’ | Marcatori |  |

| Arbitro: | Biehl (Siesbach) |

|                  |           |                                       |
| Freigang 9’, 72’ | Marcatori | 30’ Beerensteyn 48’ Simon 89’ Leupolz |

| Arbitro: | Westerhoff (Bochum) |

|  |           |                                                |
|  | Marcatori | 52’ Beerensteyn 55’ Magull 90+2’ Boye Sørensen |

| Arbitro: | Derlin (Bad Schwartau) |

|                                               |           |             |
| Damnjanović 18’ Leupolz 41’ Boye Sørensen 79’ | Marcatori | 42’ Hoppius |

| Arbitro: | Kunkel (Amburgo) |

|                       |           |                                 |
| Halverkamps 6’ Wu 87’ | Marcatori | 11’ Leupolz 67’ (aut.) Debitzki |

| Arbitro: | Wacker (Marbach am Neckar) |

|                                           |           |  |
| Hendrich 84’ Damnjanović 87’ Magull 90+3’ | Marcatori |  |

| Arbitro: | Kunkel (Amburgo) |

|             |           |                                                     |
| Ehegötz 64’ | Marcatori | 17’, 33’, 40’ Dallmann 23’ Damnjanović 75’ Islacker |

| Arbitro: | Westerhoff (Bochum) |

|                               |           |  |
| Gwinn 61’ (rig.) Dallmann 68’ | Marcatori |  |

| Arbitro: | Michel (Gau-Odernheim) |

|  |           |                                                       |
|  | Marcatori | 6’ Leupolz 11’ Damnjanović 24’ Wenninger 30’ Dallmann |

| Monaco di Baviera 21 giugno 2020, ore 13:00 CEST 21ª giornata | Bayern Monaco              | 0 – 0 referto | Wolfsburg | Campus FC Bayern München, platz 1 (0 spett.)\| Arbitro: \| Wacker (Marbach am Neckar) \| |
| Arbitro:                                                      | Wacker (Marbach am Neckar) |               |           |                                                                                          |

| Arbitro: | Kunkel (Amburgo) |

|  |           |                                                  |
|  | Marcatori | 45+3’ Magull 72’ Dallmann 74’ (rig.) Damnjanović |

### DFB-Pokal
| Arbitro: | Biehl (Siesbach) |

|  |           |                                                         |
|  | Marcatori | 8’, 74’ Islacker 18’ Boye Sørensen 39’ Simon 88’ Rolser |

| Arbitro: | Rafalski (Baunatal) |

|                 |           |                                 |
| Damnjanović 45’ | Marcatori | 21’, 90+5’ Pajor 75’ Bloodworth |

### UEFA Women's Champions League
| Arbitro: | Olga Zadinová |

|                      |           |                            |
| Rubensson 86’ (rig.) | Marcatori | 75’ (rig.), 90+3’ Islacker |

| Arbitro: | Stéphanie Frappart |

|  |           |               |
|  | Marcatori | 81’ Blomqvist |

| Arbitro: | Lina Lehtovaara |

|  |           |                                                               |
|  | Marcatori | 23’ Damnjanović 28’ (rig.), 38’ Magull 73’ Gielnik 80’ Rolser |

| Arbitro: | Anastasija Pustovojtova |

|                    |           |  |
| Wenninger 10’, 79’ | Marcatori |  |

| Arbitro: | Kateryna Monzul' |

|                      |           |           |
| Parris 41’ Majri 59’ | Marcatori | 64’ Simon |

## Statistiche

### Statistiche di squadra
| Competizione         | Punti | In casa | In casa | In casa | In casa | In casa | In casa | In trasferta | In trasferta | In trasferta | In trasferta | In trasferta | In trasferta | Totale | Totale | Totale | Totale | Totale | Totale | DR  |
| Competizione         | Punti | G       | V       | N       | P       | Gf      | Gs      | G            | V            | N            | P            | Gf           | Gs           | G      | V      | N      | P      | Gf     | Gs     | DR  |
| -------------------- | ----- | ------- | ------- | ------- | ------- | ------- | ------- | ------------ | ------------ | ------------ | ------------ | ------------ | ------------ | ------ | ------ | ------ | ------ | ------ | ------ | --- |
| Frauen Bundesliga    | 54    | 11      | 9       | 1       | 1       | 28      | 6       | 11           | 8            | 2            | 1            | 32           | 8            | 22     | 17     | 3      | 2      | 60     | 14     | +46 |
| DFB-Pokal der Frauen | -     | 1       | 0       | 0       | 1       | 1       | 3       | 1            | 1            | 0            | 0            | 5            | 0            | 2      | 1      | 0      | 1      | 6      | 3      | +3  |
| Champions League     | -     | -       | -       | -       | -       | -       | -       | -            | -            | -            | -            | -            | -            | 5      | 3      | 0      | 2      | 10     | 4      | +6  |
| Totale               | -     | -       | -       | -       | -       | -       | -       | -            | -            | -            | -            | -            | -            | 29     | 21     | 3      | 5      | 76     | 21     | +55 |

### Andamento in campionato
| Giornata  | 1 | 2 | 3 | 4 | 5 | 6 | 7 | 8 | 9 | 10 | 11 | 12 | 13 | 14 | 15 | 16 | 17 | 18 | 19 | 20 | 21 | 22 |
| --------- | - | - | - | - | - | - | - | - | - | -- | -- | -- | -- | -- | -- | -- | -- | -- | -- | -- | -- | -- |
| Luogo     | T | C | C | T | C | T | C | T | C | T  | C  | C  | T  | T  | C  | T  | C  | T  | C  | T  | C  | T  |
| Risultato | V | V | P | V | V | P | V | V | V | N  | V  | V  | V  | V  | V  | N  | V  | V  | V  | N  | N  | V  |
| Posizione | 2 | 3 | 4 | 3 | 3 | 3 | 3 | 3 | 3 | 3  | 3  | 3  | 3  | 3  | 2  | 2  | 2  | 2  | 2  | 2  | 2  | 2  |

Legenda:

Luogo: C = Casa; T = Trasferta. Risultato: V = Vittoria; N = Pareggio; P = Sconfitta.

### Statistiche delle giocatrici
| Giocatore        | Frauen-Bundesliga | Frauen-Bundesliga | Frauen-Bundesliga | Frauen-Bundesliga | DFB-Pokal der Frauen | DFB-Pokal der Frauen | DFB-Pokal der Frauen | DFB-Pokal der Frauen | Champions League | Champions League | Champions League | Champions League | Totale   | Totale | Totale      | Totale     |
| Giocatore        | Presenze          | Reti              | Ammonizioni       | Espulsioni        | Presenze             | Reti                 | Ammonizioni          | Espulsioni           | Presenze         | Reti             | Ammonizioni      | Espulsioni       | Presenze | Reti   | Ammonizioni | Espulsioni |
| ---------------- | ----------------- | ----------------- | ----------------- | ----------------- | -------------------- | -------------------- | -------------------- | -------------------- | ---------------- | ---------------- | ---------------- | ---------------- | -------- | ------ | ----------- | ---------- |
| V. Asseyi        | -                 | -                 | -                 | -                 | -                    | -                    | -                    | -                    | 1                | 0                | 0                | 0                | 1        | 0      | 0           | 0          |
| L. Beerensteyn   | 22                | 7                 | 1                 | 0                 | 1                    | 0                    | 0                    | 0                    | 5                | 0                | 2                | 0                | 28       | 7      | 3           | 0          |
| L. Benkarth      | 17                | -10               | 0                 | 0                 | 1                    | -3                   | 0                    | 0                    | 3                | 0                | 1                | 0                | 21       | -13    | 1           | 0          |
| S. Boye Sørensen | 7                 | 2                 | 1                 | 0                 | 1                    | 1                    | 0                    | 0                    | 1                | 0                | 0                | 0                | 9        | 3      | 1           | 0          |
| G. Corley        | -                 | -                 | -                 | -                 | -                    | -                    | -                    | -                    | 1                | 0                | 0                | 0                | 1        | 0      | 0           | 0          |
| L. Dallmann      | 21                | 10                | 2                 | 0                 | 1                    | 0                    | 0                    | 0                    | 4                | 0                | 1                | 0                | 26       | 10     | 3           | 0          |
| J. Damnjanović   | 21                | 11                | 1                 | 0                 | 2                    | 1                    | 0                    | 0                    | 4                | 1                | 0                | 0                | 27       | 13     | 1           | 0          |
| K. Demann        | 12                | 0                 | 1                 | 0                 | -                    | -                    | -                    | -                    | 2                | 0                | 0                | 0                | 14       | 0      | 1           | 0          |
| L. Donhauser     | -                 | -                 | -                 | -                 | -                    | -                    | -                    | -                    | -                | -                | -                | -                | -        | -      | -           | -          |
| E. Gielnik       | 6                 | 0                 | 0                 | 0                 | 1                    | 0                    | 0                    | 0                    | 1                | 0                | 0                | 0                | 8        | 0      | 0           | 0          |
| G. Gwinn         | 14                | 1                 | 1                 | 0                 | -                    | -                    | -                    | -                    | 3                | 0                | 0                | 0                | 17       | 1      | 1           | 0          |
| K. Hendrich      | 19                | 2                 | 2                 | 0                 | 2                    | 0                    | 0                    | 0                    | 3                | 0                | 0                | 0                | 24       | 2      | 2           | 0          |
| A. Ilestedt      | 14                | 1                 | 0                 | 0                 | 1                    | 0                    | 1                    | 0                    | 2                | 0                | 1                | 0                | 17       | 1      | 2           | 0          |
| M. Islacker      | 16                | 4                 | 1                 | 0                 | 2                    | 2                    | 0                    | 0                    | 2                | 2                | 0                | 0                | 20       | 8      | 1           | 0          |
| K. Kögel         | 1                 | 0                 | 0                 | 0                 | 1                    | 0                    | 0                    | 0                    | -                | -                | -                | -                | 2        | 0      | 0           | 0          |
| S. Laudehr       | 14                | 2                 | 2                 | 0                 | 2                    | 0                    | 0                    | 0                    | 5                | 0                | 0                | 0                | 21       | 2      | 2           | 0          |
| M. Leupolz       | 20                | 6                 | 2                 | 0                 | 1                    | 0                    | 0                    | 0                    | 3                | 0                | 0                | 0                | 24       | 6      | 2           | 0          |
| S. Lohmann       | 13                | 0                 | 0                 | 0                 | 1                    | 0                    | 0                    | 0                    | 3                | 0                | 0                | 0                | 17       | 0      | 0           | 0          |
| L. Magull        | 20                | 5                 | 2                 | 0                 | 1                    | 0                    | 0                    | 0                    | 4                | 2                | 0                | 0                | 25       | 7      | 2           | 0          |
| A. Riley         | 3                 | 0                 | 0                 | 0                 | 1                    | 0                    | 0                    | 0                    | 3                | 0                | 0                | 0                | 7        | 0      | 0           | 0          |
| N. Rolser        | 7                 | 2                 | 0                 | 0                 | 1                    | 1                    | 0                    | 0                    | 3                | 1                | 0                | 0                | 11       | 4      | 0           | 0          |
| C. Schlüter      | 5                 | 0                 | 0                 | 0                 | 1                    | 0                    | 0                    | 0                    | 2                | 0                | 0                | 0                | 8        | 0      | 0           | 0          |
| V. Schweers      | 9                 | 0                 | 0                 | 0                 | 1                    | 0                    | 0                    | 0                    | -                | -                | -                | -                | 10       | 0      | 0           | 0          |
| C. Simon         | 19                | 3                 | 0                 | 0                 | 2                    | 1                    | 0                    | 0                    | 4                | 1                | 0                | 0                | 25       | 5      | 0           | 0          |
| D. Škorvánková   | 16                | 0                 | 0                 | 0                 | 2                    | 0                    | 0                    | 0                    | 4                | 0                | 0                | 0                | 22       | 0      | 0           | 0          |
| J. Weimar        | -                 | -                 | -                 | -                 | -                    | -                    | -                    | -                    | -                | -                | -                | -                | -        | -      | -           | -          |
| C. Wenninger     | 18                | 1                 | 1                 | 0                 | 2                    | 0                    | 0                    | 0                    | 3                | 2                | 0                | 0                | 23       | 3      | 1           | 0          |